# ヘイル・トゥ・ザ・シーフ
『ヘイル・トゥ・ザ・シーフ』（英語: Hail to the Thief）は、イギリスのロックバンド、レディオヘッドの6thアルバム。2003年にリリースされ、同アルバムからは"There There. (The Boney King of Nowhere.)"、"Go to Sleep. (Little Man Being Erased.)" 、"2 + 2 = 5 (The Lukewarm.) "がシングルカットされた。UKアルバムチャート初登場1位、USアルバムチャート3位、日本では2位を記録。

## リリース・プロダクション
前2作をリリースしたのちに行った世界ツアーは成功を収め、その時に培ったロックバンドとしての勢いを封じ込めようとしたレコードであると、アルバム発売前エド･オブライエンはNME誌に語っている。アルバム制作は、まずトム･ヨークがそれぞれ「The Gloaming」「Episcova」「Hold Your Prize」と命名された三枚のデモを作り、そこからアルバム一枚分に厳選してメンバー全員で楽曲を仕上げていくという形で行われた。制作途中で小規模のライブをリスボンで行い、そこで新曲を試してもう一度スタジオに戻って作業し、アルバムは完成された。録音/制作は主に本拠地オックスフォードとアメリカロサンゼルスで行われた。
今までのアルバムとは違い、「1曲に凝りすぎて時間をかけすぎないこと」「無闇に長い曲を入れないこと」などのバンド内での制約が設けられ、ミニマル/リラックス的でかつ荒々しい作風を志向してスタートし、それは大枠は最後まで守られた。トムは「結成以来初めて、アルバム制作中にメンバー同士で殺し合いになりそうになかったのでよかった」（『Snoozer』誌）としている。制作にはラップトップコンピューターが引き続き使用されたが、ジョニー・グリーンウッドによれば、電子音はロックフィーリングにかなったルーズな使い方を志向し、前2作のような精緻な方法では用いなかったとされる。
発売前はエドがメディアに対して「次のアルバムはメタルだね」「みんなでポイズンを聞いて勉強しているんだ」（共に『Rolling Stone』誌）などと散々目くらましを行い、『ザ・ベンズ』以来のロックポップス回帰の作風になるのではないかと騒がれた。
全14曲56分という、レディオヘッドのディスコグラフィーの中で最も長尺な作品。トムは今作を「ちょっとスウィング感がある」と評している。

## タイトル
当初、タイトルはデモCDと曲のタイトルをとって「The Gloaming」になる予定だったが、最終的には2000年のアメリカ合衆国大統領選挙における一連の投票結果争訟の後、アル・ゴア支持者達がジョージ・W・ブッシュを「ブッシュが選挙結果を操作した（ゴアの票を盗んだ）」と批判する目的で用いたフレーズである『Hail to the Thief（泥棒万歳）』を採用した。なお、このフレーズは、アメリカ大統領のための賛歌 『Hail to the Chief（大統領万歳）』 のもじりである。
全ての楽曲には副題が付けられており、"2 + 2 = 5 (The Lukewarm.) "以外の曲名にはピリオド「.」も含められている。

## 収録曲
作詞/作曲は全てトム・ヨーク、ジョニー・グリーンウッド、フィル・セルウェイ、エド・オブライエン、コリン・グリーンウッド
1. 2 + 2 = 5 - "2 + 2 = 5 (The Lukewarm.) " – 3:19
冒頭にシールドをプラグに差し込むノイズと共に聞こえる「いい始まりだねジョニー」というトムの声は、初日のセッションでのもの。トムは、BBCのラジオ番組からインスパイアされている歌詞であり「2 + 2 = 5であるということを信じ込まされ、それを受け入れ、できるだけ多くの人を不幸にしようと頑張っているのが僕ら」（トム/MM誌）という、あからさまなグローバリズム資本主義/第三世界軽視への反発ソングであることを認めている。「2 + 2 = 5」という題名はジョージ・オーウェルのディストピア小説『1984年』からの引用である。
2. シット・ダウン。スタンド・アップ - "Sit down. Stand up. (Snakes & Ladders.)" – 4:19
曲の元は『OK コンピューター』の頃のキャンド・アプローズでのセッションで作られた。
3. セイル・トゥ・ザ・ムーン - "Sail to the Moon. (Brush the Cobwebs Out of the Sky.)" – 4:18
トムの息子ノアのために書かれたピアノのバラード。トム、ジョニー共に今作のfavoriteに挙げている。元々デモの中でも特に未完成な曲の一つで、メンバーでアイディアを出し合って伴奏を肉付けしていった。
4. バックドリフツ - "Backdrifts. (Honeymoon is Over.) – 5:22
中盤のクリシェ進行のピアノソロは、ライブではピッチシフターをかけたギターのミュートカッティングにとって代わられる。
5. ゴー・トゥ・スリープ - "Go to Sleep. (Little Man Being Erased.)" – 3:21
ライブでは、ジョニーがルーチンを独自にモジュールしたプログラムとギターのミュートスイッチとの組み合わせによりソロが繰り広げられる。
6. ホエア・アイ・エンド・アンド・ユー・ビギン - "Where I End and You Begin. (The Sky Is Falling In.)" – 4:29
この曲にメンバーはカンの影響を明らかにしている。
7. ウィ・サック・ヤング・ブラッド - "We Suck Young Blood. (Your Time Is Up.)" – 4:56
中盤にアップテンポに移行する部分があるが、全体的にはバンドのレパートリーの中でもかなりBPMが遅くスローなナンバー。若者を洗脳し戦争に送り出す政府の事を歌った曲であり、中間のアップテンポが激しくなる部分は、戦場に突っ込んでいく兵隊を現しているらしい。ライブではアンコールでも演奏され、盛大に手拍子を取らせる事で盛り上げに一役買った。
8. ザ・グローミング - "The Gloaming. (Softly Open our Mouths in the Cold.)" – 3:32
様々な電子音が打ち鳴らされるエレクトロニカソング。元々はアルバムタイトルとしても使われる予定だった。
9. ゼア・ゼア - "There There. (The Boney King of Nowhere.)" – 5:23
10. アイ・ウィル - "I Will. (No Man's Land.)" – 1:59
レディオヘッドのレパートリーの中では最も短い曲。歌詞の内容は罪のない女性や子供への悲劇をモチーフに歌っており、「自分がこれまで書いた曲の中で一番静かな怒りに満ちている曲」（MM誌/トム）だとしている。5thアルバム"アムニージアック"の収録曲"Like Spinning Plates"のメロディーはこれの逆再生を元に作られた。
11. ア・パンチアップ・アット・ア・ウェディング - "A Punchup at a Wedding. (No no no no no no no no.)" – 4:57
歌詞は(オーディエンスを「学生の集まり」と扱き下ろした)英誌のレディオヘッドのライブレビューを読んだトムの怒りに起因する。タイトルの"結婚式での殴り合い"は「人が他人にし得る最悪な事」という意味で使われている。
12. ミクサマトーシス - "Myxomatosis. (Judge, Jury & Executioner.)" – 3:52
3枚のデモからバンドが最初にとりかかった曲。
13. スキャッターブレイン - "Scatterbrain. (As Dead as Leaves.)" – 3:21
14. ア・ウルフ・アット・ザ・ドア - "A Wolf at the Door. (It Girl. Rag Doll.)" – 3:23
ジョニーがほぼ一人で作曲し、トムが歌詞を付けた曲。ベートーヴェンの月光ソナタを下敷きにしている。